# Associazione Calcio Milan 1960-1961
Questa voce raccoglie le informazioni riguardanti l'Associazione Calcio Milan nelle competizioni ufficiali della stagione 1960-1961.

## Stagione

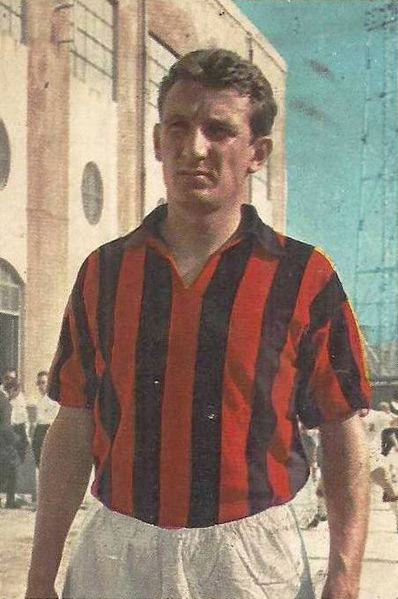
Mario David, al Milan dal 1960 al 1965

Il mercato dell'estate 1960 porta a una rivoluzione: la società acquista dall'Alessandria il sedicenne Gianni Rivera, che lega, da ora in avanti, la sua carriera unicamente al Milan. Tra gli altri acquisti portati a termine ci sono quelli di Santiago Vernazza, Mario David e Paolo Barison. Lasciano, oltre a Schiaffino, anche Grillo, Bean e Danova.
I rossoneri, guidati da Paolo Todeschini (ex rossonero negli anni bellici) e Gipo Viani (direttore tecnico), chiudono la Serie A al secondo posto alle spalle della Juventus campione, nonostante la vittoria sui bianconeri in entrambi gli incontri di campionato e i 22 gol di José Altafini. Il brasiliano con 4 reti diviene capocannoniere della Coppa Italia 1960-61 che si chiude, per i Diavoli, agli ottavi di finale.
Al termine della stagione il capitano Nils Liedholm conclude la propria carriera di calciatore per intraprendere quella di allenatore. L'anno seguente, lo svedese, siederà in veste di assistente sulla panchina del Milan. La fascia di capitano passa a Zagatti che la cederà dopo pochi mesi a Cesare Maldini.

## Divise
| Casa | Trasferta |

## Organigramma societario
Area direttiva
- Presidente: Andrea Rizzoli
- Vice presidenti: Giangerolamo Carraro e Domenico Spadacini
- Segretario: Carlo Montanari

Area tecnica
- Allenatore: Paolo Todeschini (fino al 10 giugno 1961)
Nereo Rocco (dall'11 giugno 1961 per la Coppa dell'Amicizia)
- Allenatore in seconda: Felice Arienti
- Direttore tecnico: Giuseppe Viani
- Preparatore atletico: Aristide Facchini

## Rosa

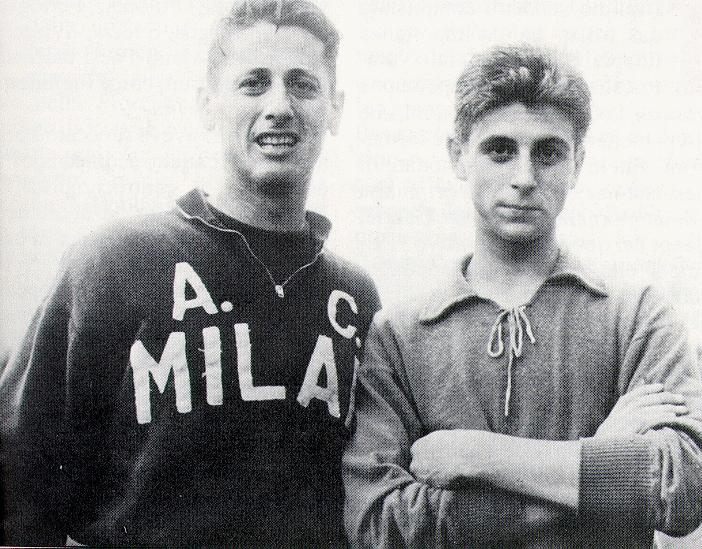
Juan Alberto Schiaffino e Gianni Rivera nel 1960. Il primo era alla fine della sua carriera rossonera, che il secondo si apprestava a cominciare.

| N. |                   | Ruolo | Calciatore                        |
| -- | ----------------- | ----- | --------------------------------- |
|    | Italia (bandiera) | P     | Luciano Alfieri                   |
|    | Italia (bandiera) | P     | Giorgio Ghezzi                    |
|    | Italia (bandiera) | D     | Cesare Maldini                    |
|    | Italia (bandiera) | D     | Gilberto Noletti                  |
|    | Italia (bandiera) | D     | Luigi Radice                      |
|    | Italia (bandiera) | D     | Pierluigi Ronzon                  |
|    | Italia (bandiera) | D     | Sandro Salvadore                  |
|    | Italia (bandiera) | D     | Giovanni Trapattoni               |
|    | Italia (bandiera) | D     | Mario Trebbi                      |
|    | Italia (bandiera) | D     | Francesco Zagatti (vice capitano) |

| N. |                      | Ruolo | Calciatore               |
| -- | -------------------- | ----- | ------------------------ |
|    | Italia (bandiera)    | C     | Mario David              |
|    | Italia (bandiera)    | C     | Gianni Rivera            |
|    | Svezia (bandiera)    | C     | Nils Liedholm (capitano) |
|    | Brasile (bandiera)   | A     | José Altafini            |
|    | Italia (bandiera)    | A     | Paolo Barison            |
|    | Italia (bandiera)    | A     | Giovanni Fanello         |
|    | Italia (bandiera)    | A     | Carlo Galli              |
|    | Italia (bandiera)    | A     | Mario Maraschi           |
|    | Argentina (bandiera) | A     | Santiago Vernazza        |

## Calciomercato

### Sessione estiva
| Acquisti | Acquisti          | Acquisti     | Acquisti |
| R.       | Nome              | da           | Modalità |
| -------- | ----------------- | ------------ | -------- |
| A        | Paolo Barison     | Genoa        | -        |
| C        | Mario David       | Roma         | -        |
| A        | Giovanni Fanello  | Catanzaro    | -        |
| A        | Mario Maraschi    | Pro Vercelli | -        |
| D        | Luigi Radice      | Padova       | -        |
| C        | Gianni Rivera     | Alessandria  | -        |
| D        | Pierluigi Ronzon  | Atalanta     | -        |
| C        | Santiago Vernazza | Palermo      | -        |

| Cessioni | Cessioni                | Cessioni     | Cessioni |
| R.       | Nome                    | a            | Modalità |
| -------- | ----------------------- | ------------ | -------- |
| A        | Giancarlo Bacci         | Padova       | -        |
| A        | Gastone Bean            | Genoa        | -        |
| A        | Sergio Bettini          | Alessandria  | -        |
| A        | Mario Bresolin          | Genoa        | -        |
| A        | Giancarlo Danova        | Torino       | -        |
| C        | Benedetto De Angelis    | Mantova      | -        |
| P        | Bruno Ducati            | Lecco        | -        |
| A        | Paolo Ferrario          | Lazio        | -        |
| A        | Giorgio Fogar           | Brescia      | -        |
| D        | Alfio Fontana           | Roma         | -        |
| P        | Giancarlo Gallesi       | Genoa        | -        |
| C        | Ernesto Grillo          | Boca Juniors | -        |
| D        | Vincenzo Occhetta       | Genoa        | -        |
| C        | Ambrogio Pelagalli      | Atalanta     | -        |
| A        | Cesare Reina            | Triestina    | -        |
| C        | Juan Alberto Schiaffino | Roma         | -        |

### Operazioni esterne alle sessioni
| Acquisti | Acquisti | Acquisti | Acquisti |
| R.       | Nome     | da       | Modalità |
| -------- | -------- | -------- | -------- |

| Cessioni | Cessioni         | Cessioni    | Cessioni |
| R.       | Nome             | a           | Modalità |
| -------- | ---------------- | ----------- | -------- |
| A        | Giovanni Fanello | Alessandria | -        |

## Risultati

### Serie A

#### Girone di andata
| Arbitro: | Samani (Trieste) |

|                                      |           |  |
| Altafini 8’ Barison 12’ Vernazza 61’ | Marcatori |  |

| Arbitro: | Lo Bello (Siracusa) |

|                                                 |           |                   |
| Milani 19’, 81’ Tortul 70’ Salvadore 74’ (aut.) | Marcatori | 76’ (aut.) Blason |

| Arbitro: | Annoscia (Bari) |

|                                                         |           |            |
| Altafini 13’, 72’ Vernazza 50’, 57’ Liedholm 53’ (rig.) | Marcatori | 44’ Perani |

| Arbitro: | De Marchi (Pordenone) |

|                         |           |                          |
| Skoglund 16’ Ocwirk 43’ | Marcatori | 40’ Barison 64’ Altafini |

| Milano 23 ottobre 1960 5ª giornata | Milan               | 0 – 0 | Atalanta | Stadio San Siro (18 000 spett.)\| Arbitro: \| Francescon (Padova) \| |
| Arbitro:                           | Francescon (Padova) |       |          |                                                                      |

| Arbitro: | Jonni (Macerata) |

|                                 |           |                                         |
| Sivori 57’ Charles 67’ Mora 83’ | Marcatori | 1’, 51’ Altafini 8’ Vernazza 58’ Rivera |

| Arbitro: | Gambarotta (Genova) |

|                              |           |             |
| Vernazza 17’ Rivera 29’, 82’ | Marcatori | 65’ Bettini |

| Arbitro: | Adami (Roma) |

|  |           |            |
|  | Marcatori | 44’ Picchi |

| Arbitro: | Bonetto (Torino) |

|            |           |                           |
| Tacchi 89’ | Marcatori | 23’ Vernazza 27’ Altafini |

| Arbitro: | Di Tonno (Lecce) |

|                         |           |  |
| Rivera 32’ Altafini 73’ | Marcatori |  |

| Arbitro: | Lo Bello (Siracusa) |

|                            |           |                           |
| Schiaffino 23’ Fontana 25’ | Marcatori | 10’ Vernazza 27’ Altafini |

| Bari 25 dicembre 1960 12ª giornata | Bari            | 0 – 0 | Milan | Stadio della Vittoria (18 000 spett.)\| Arbitro: \| Rigato (Mestre) \| |
| Arbitro:                           | Rigato (Mestre) |       |       |                                                                        |

| Arbitro: | Jonni (Macerata) |

|                                   |           |            |
| Altafini 6’, 51’ Barison 61’, 64’ | Marcatori | 78’ Petris |

| Arbitro: | Marchese (Napoli) |

|                                                     |           |                  |
| Vernazza 37’, 63’ Rivera 41’ David 66’ Maraschi 83’ | Marcatori | 75’ (rig.) Prini |

| Arbitro: | Adami (Roma) |

|                       |           |                           |
| Gotti 48’ (rig.), 88’ | Marcatori | 19’ Vernazza 36’ Altafini |

| Arbitro: | Francescon (Padova) |

|                                          |           |  |
| Altafini 29’ Galli 52’, 68’ Vernazza 87’ | Marcatori |  |

| Arbitro: | Jonni (Macerata) |

|           |           |  |
| Pinti 84’ | Marcatori |  |

#### Girone di ritorno
| Arbitro: | Rigato (Mestre) |

|                                                      |           |                                            |
| Prenna 34’ Castellazzi 40’ Calvanese 51’ Morelli 87’ | Marcatori | 50’ Maraschi 81’ (rig.) Liedholm 89’ Galli |

| Arbitro: | Babini (Ravenna) |

|                            |           |  |
| Altafini 8’, 51’ Galli 89’ | Marcatori |  |

| Arbitro: | Gambarotta (Genova) |

|  |           |                   |
|  | Marcatori | 42’, 72’ Altafini |

| Arbitro: | Annoscia (Bari) |

|                                         |           |               |
| Salvadore 56’ Vernazza 57’ Altafini 68’ | Marcatori | 63’ Brighenti |

| Arbitro: | De Marchi (Pordenone) |

|                                |           |  |
| Longoni 30’ Maschio 85’ (rig.) | Marcatori |  |

| Arbitro: | Rigato (Mestre) |

|                                            |           |            |
| Colombo 15’ (aut.) Altafini 57’ Rivera 87’ | Marcatori | 10’ Sivori |

| Udine 19 marzo 1961 24ª giornata | Udinese          | 0 – 0 | Milan | Stadio Moretti (15 000 spett.)\| Arbitro: \| Bonetto (Torino) \| |
| Arbitro:                         | Bonetto (Torino) |       |       |                                                                  |

| Arbitro: | Rigato (Mestre) |

|                     |           |                          |
| Lindskog 52’ (rig.) | Marcatori | 1’ Altafini 19’ Liedholm |

| Arbitro: | Lo Bello (Siracusa) |

|                               |           |                       |
| Vernazza 17’ David 32’ (rig.) | Marcatori | 68’ (aut.) Trapattoni |

| Arbitro: | Jonni (Macerata) |

|                      |           |              |
| Locatelli 31’ (rig.) | Marcatori | 13’ Altafini |

| Arbitro: | De Marchi (Pordenone) |

|                             |           |                     |
| Trapattoni 48’ Altafini 85’ | Marcatori | 45’ (rig.) Lojacono |

| Arbitro: | Lo Bello (Siracusa) |

|                      |           |                                      |
| Seghedoni 58’ (aut.) | Marcatori | 24’ Cicogna 37’ Virgili 72’ Catalano |

| Arbitro: | Gambarotta (Genova) |

|                          |           |  |
| Robotti 59’ Da Costa 70’ | Marcatori |  |

| Arbitro: | Di Tonno (Lecce) |

|  |           |              |
|  | Marcatori | 75’ Vernazza |

| Arbitro: | Lo Bello (Siracusa) |

|            |           |               |
| Ronzon 50’ | Marcatori | 75’ Gilardoni |

| Arbitro: | Bonetto (Torino) |

|                   |           |                        |
| Massei 58’ (rig.) | Marcatori | 42’ Ronzon 54’ Barison |

| Milano 4 giugno 1961 34ª giornata | Milan           | 0 – 0 | Lanerossi Vicenza | Stadio San Siro (17 000 spett.)\| Arbitro: \| Annoscia (Bari) \| |
| Arbitro:                          | Annoscia (Bari) |       |                   |                                                                  |

### Coppa Italia
| Arbitro: | Leita (Udine) |

|                                   |           |                                              |
| Vanara 14’ Vitali 27’ Fanello 51’ | Marcatori | 5’, 18’, 65’ Altafini 30’ Galli 50’ Vernazza |

| Arbitro: | Roversi (Bologna) |

|                          |           |              |
| Mazzero 33’ Ferrario 89’ | Marcatori | 63’ Altafini |

### Coppa dell'Amicizia
| Arbitro: | De Marchi (Pordenone) |

|  |           |   |
|  | Marcatori | . |

| Arbitro: | Kitabdjan |

|                         |           |  |
| Brahann 62’ Djbaili 78’ | Marcatori |  |

## Statistiche

### Statistiche di squadra
| Competizione        | Punti | In casa | In casa | In casa | In casa | In casa | In casa | In trasferta | In trasferta | In trasferta | In trasferta | In trasferta | In trasferta | Totale | Totale | Totale | Totale | Totale | Totale | DR  |
| Competizione        | Punti | G       | V       | N       | P       | Gf      | Gs      | G            | V            | N            | P            | Gf           | Gs           | G      | V      | N      | P      | Gf     | Gs     | DR  |
| ------------------- | ----- | ------- | ------- | ------- | ------- | ------- | ------- | ------------ | ------------ | ------------ | ------------ | ------------ | ------------ | ------ | ------ | ------ | ------ | ------ | ------ | --- |
| Serie A             | 45    | 17      | 12      | 3       | 2       | 41      | 13      | 17           | 6            | 6            | 5            | 24           | 26           | 34     | 18     | 9      | 7      | 65     | 39     | +26 |
| Coppa Italia        | -     | 0       | 0       | 0       | 0       | 0       | 0       | 2            | 1            | 0            | 1            | 6            | 5            | 2      | 1      | 0      | 1      | 6      | 5      | +1  |
| Coppa dell'Amicizia | -     | 1       | 0       | 1       | 0       | 0       | 0       | 1            | 0            | 0            | 1            | 0            | 2            | 2      | 0      | 1      | 1      | 0      | 2      | -2  |
| Totale              | -     | 18      | 12      | 4       | 2       | 41      | 13      | 20           | 7            | 6            | 7            | 30           | 33           | 38     | 19     | 10     | 9      | 71     | 46     | +25 |

### Statistiche dei giocatori
| Giocatore     | Serie A  | Serie A | Coppa Italia | Coppa Italia | Coppa dell'Amicizia | Coppa dell'Amicizia | Totale   | Totale |
| Giocatore     | Presenze | Reti    | Presenze     | Reti         | Presenze            | Reti                | Presenze | Reti   |
| ------------- | -------- | ------- | ------------ | ------------ | ------------------- | ------------------- | -------- | ------ |
| L. Alfieri    | 2        | -2      | 1            | -2           | 1                   | 0                   | 4        | -4     |
| J. Altafini   | 34       | 22      | 2            | 4            | 2                   | 0                   | 38       | 26     |
| P. Barison    | 11       | 5       | 1            | 0            | 1                   | 0                   | 13       | 5      |
| M. David      | 25       | 2       | 1            | 0            | 2                   | 0                   | 28       | 2      |
| G. Fanello    | 0        | 0       | 0            | 0            | 2                   | 0                   | 2        | 0      |
| C. Galli      | 20       | 4       | 2            | 1            | 1                   | 0                   | 23       | 5      |
| G. Ghezzi     | 32       | -37     | 1            | -3           | 2                   | -2                  | 35       | -42    |
| N. Liedholm   | 25       | 3       | 1            | 0            | 2                   | 0                   | 28       | 3      |
| C. Maldini    | 30       | 0       | 2            | 0            | 2                   | 0                   | 34       | 0      |
| M. Maraschi   | 13       | 2       | 1            | 0            | 1                   | 0                   | 15       | 2      |
| G. Noletti    | 2        | 0       | 0            | 0            | 0                   | 0                   | 2        | 0      |
| A. Pasinato   | 0        | 0       | 0            | 0            | 0                   | 0                   | 0        | 0      |
| G. Rivera     | 30       | 6       | 1            | 0            | 2                   | 0                   | 33       | 6      |
| P. Ronzon     | 20       | 2       | 1            | 0            | 2                   | 0                   | 23       | 2      |
| S. Salvadore  | 34       | 1       | 2            | 0            | 1                   | 0                   | 37       | 1      |
| G. Trapattoni | 30       | 1       | 1            | 0            | 1                   | 0                   | 32       | 1      |
| M. Trebbi     | 30       | 0       | 1            | 0            | 1                   | 0                   | 32       | 0      |
| S. Vernazza   | 29       | 14      | 2            | 1            | 2                   | 0                   | 33       | 15     |
| F. Zagatti    | 5        | 0       | 2            | 0            | 0                   | 0                   | 7        | 0      |